# 波托基 (伊萬基夫區)
51°7′44″N 29°57′28″E / 51.12889°N 29.95778°E
波托基（烏克蘭語：Потоки）是位於烏克蘭北部的村莊，由基辅州维什霍罗德区的伊萬基夫市鎮負責管轄。該村面積0.7平方公里，海拔高度126米，2001年人口109，人口密度每平方公里155.7人。